# Ribbon Falls
Ribbon Falls é uma  cachoeira localizada no Parque Nacional de Yosemite, Califórnia.

## Outros nomes
- Lung-oo-too-koo-yah
- Lung-yo-to-co-ya
- Lungyotuckoya
- Pigeon Creek Fall
- Ribbon Falls
- The Ribbon Fall
- Virgin Tears Fall
- Virgin's Tear